# Gioco della palla centroamericano

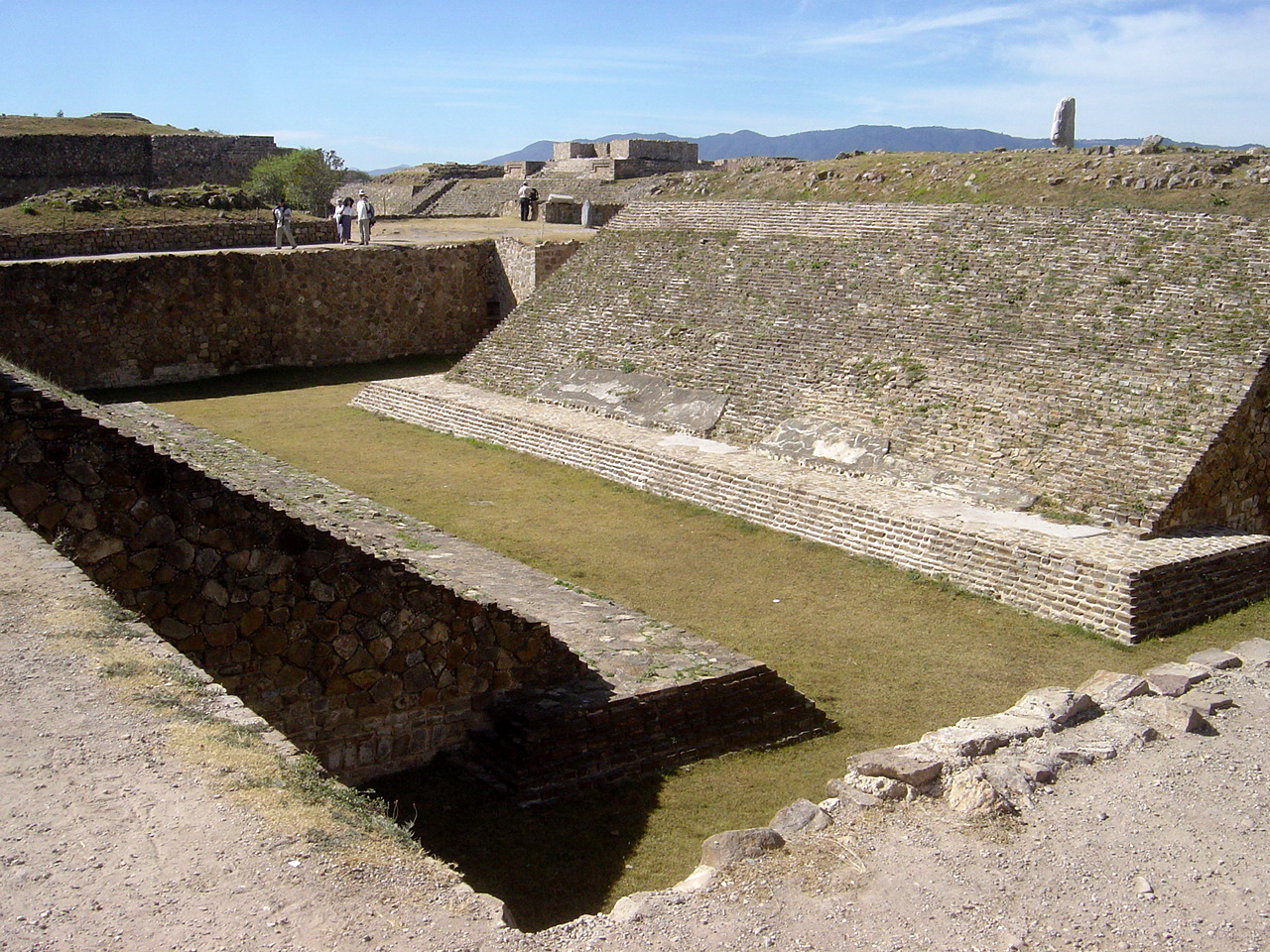
Campo da gioco a Monte Albán

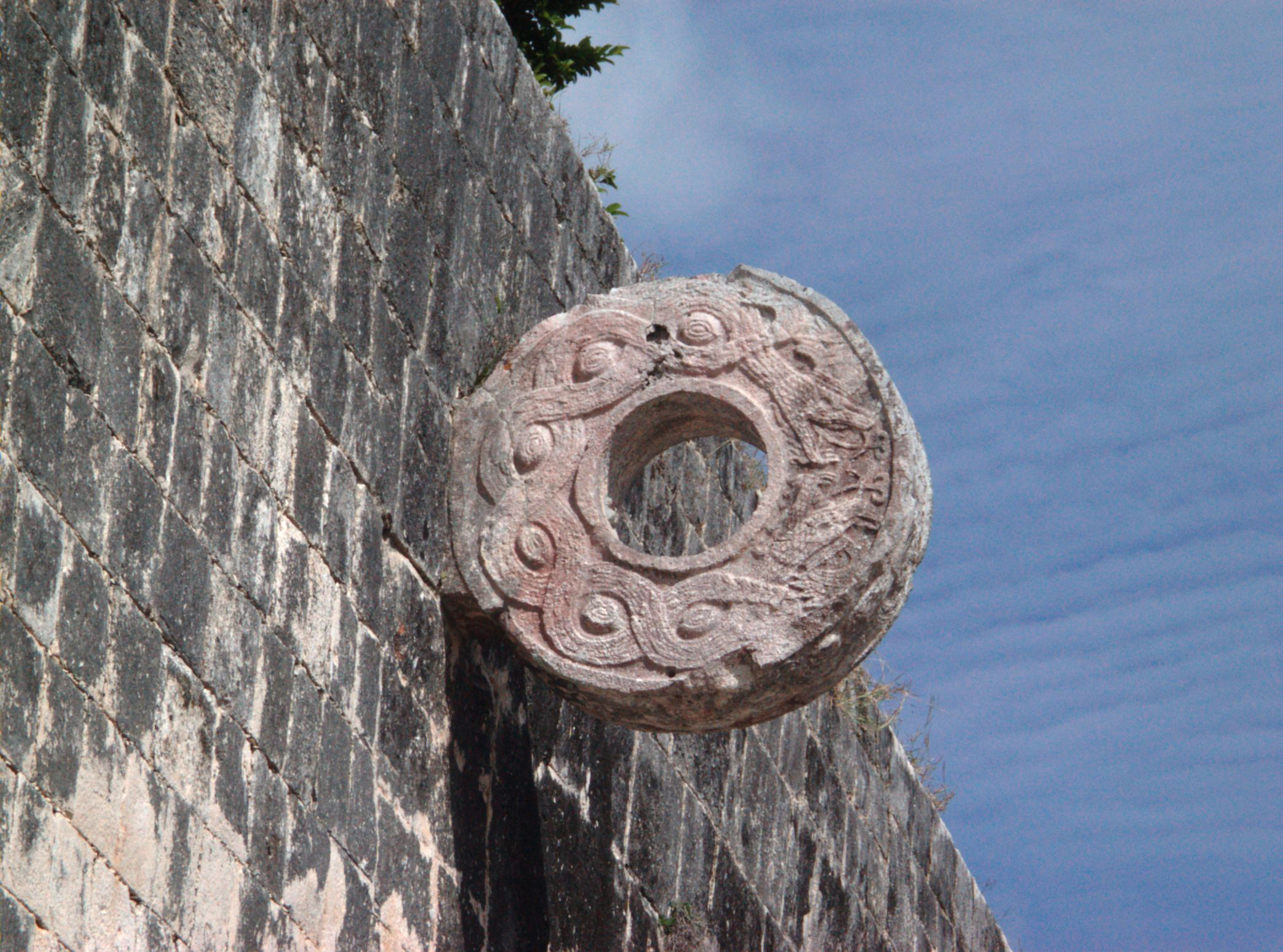
La meta del gioco a Chichén Itzá

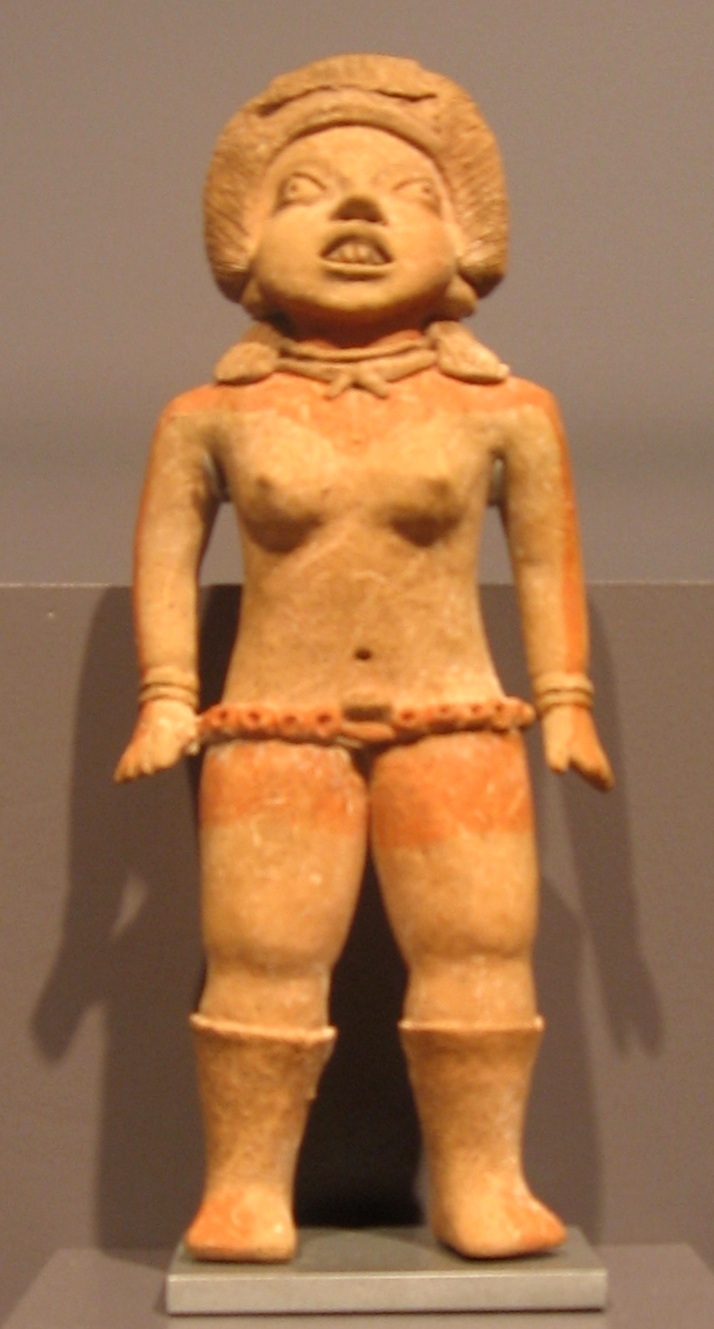
Statuetta femminile di ceramica in abbigliamento da giocatore. Xochipala, 1000 - 800 a.C. Altezza circa 18 centimetri.

Il gioco della pelota è uno sport con forti connotati rituali praticato per oltre 3 000 anni dai popoli della mesoamerica precolombiana. Nel corso dei secoli sono esistite molte varianti di questo sport nei diversi luoghi in cui è stato praticato e sue versioni moderne, il tlachtli e l'ulama, continuano ad essere giocate dagli indigeni del centroamerica.
Sono stati trovati campi da gioco in tutta l'America centrale, a partire dal Nicaragua a sud fino ad arrivare, anche se in questo caso l'associazione con il gioco mesoamericano è discussa, all'Arizona. Le dimensioni di questi campi sono considerevolmente diverse, ma tutti presentano un corridoio centrale lungo e relativamente stretto con muri sui due lati sui quali la palla poteva rimbalzare.
Le regole del gioco non sono conosciute. In base alle caratteristiche del suo tardo discendente ulama si ipotizza che fosse simile a sport come la pallacanestro, la pallavolo o il racquetball, in cui lo scopo è tenere la palla in gioco. I cerchi in pietra sui muri laterali, nei quali la palla doveva essere fatta passare, furono aggiunti al gioco solo in epoca successiva.
Nella versione più diffusa di questo sport i giocatori dovevano colpire la palla con le anche, altre varianti permettevano l'uso degli avambracci o addirittura l'impiego di racchette o bastoni. La palla era fatta di solida gomma e arrivava a pesare anche oltre 4 chilogrammi. Le sue dimensioni variavano fortemente a seconda del periodo storico o della versione del gioco che veniva praticata.
Nonostante questo gioco venisse praticato anche per semplice divertimento, anche dai bambini e forse dalle donne, esso aveva importanti connotati rituali e ripercussioni politiche, e le partite più importanti erano considerate veri e propri eventi religiosi, e prevedevano spesso il sacrificio umano dei perdenti.

## Origini

La mappa mostra i siti in cui sono stati trovati i primi campi da gioco, palle o statuette.

Non è noto con precisione dove e quando il gioco della palla ha avuto origine, è probabile tuttavia che venisse praticato già prima del 1400 a.C. nelle basse zone tropicali dimora dell'albero della gomma.
Un candidato ad essere il luogo di nascita del gioco è la zona costiera di Soconusco, lungo l'Oceano Pacifico. Qui, precisamente a Paso de la Amada, gli archeologi hanno ritrovato quello che è il più antico campo da gioco scoperto finora, datato approssimativamente al 1400 a.C.
L'altra principale candidata è la terra degli Olmechi, nella zona dell'Istmo di Tehuantepec che si affaccia sul Golfo del Messico. Gli Aztechi indicavano i loro contemporanei postclassici che abitavano la regione come Olmeca (popolo della gomma) in quanto la regione era strettamente associata alla produzione di lattice. Le più antiche palle di gomma conosciute provengono dalla palude sacrificale di El Manatí, un sito associato agli Olmechi nei dintorni del bacino del fiume Coatzalcoalcos. Gli abitanti dei villaggi, e gli archeologi di conseguenza, hanno scoperto una dozzina di palle di gomma, con diametri variabili tra i 10 e i 22 centimetri, nelle sorgenti della zona. Cinque di queste palle sono state datate al primo periodo conosciuto di occupazione del sito, approssimativamente tra il 1700 e il 1600 a.C. Queste sfere di gomma sono state trovate sepolte insieme ad altre offerte rituali, e indicano che già in tempi così antichi possedevano connotati religiosi e rituali. Nello stesso sito sarebbe stato trovato da indigeni locali un "giogo" in pietra, dello stesso tipo di quelli solitamente associati al gioco della palla, lasciando aperta l'ipotesi che le palle di gomma non fossero semplicemente una forma di offerta votiva, ma venissero usate già in quel tempo per la pratica del gioco.
Gli scavi nel vicino sito olmeco di San Lorenzo Tenochtitlán hanno portato alla luce anche un buon numero di statuine rappresentanti giocatori, che sono state datate con il metodo del radiocarbonio intorno al 1250-1150 a.C. È stato identificato anche un campo da gioco rudimentale, datato però ad una successiva occupazione del sito, intorno al 600-400 a.C.
Dalle basse terre tropicali il gioco si diffuse fino al Messico centrale. A partire dal 1000 a.C., forse anche in tempi precedenti, furono interrate statuette raffiguranti giocatori nelle sepolture del sito di Tlatilco e statuette simili per stile e periodo sono state ritrovate nel vicino sito di Tlapacoya. È sempre intorno a questo periodo che a Puebla vengono scolpite statuette di giocatori nello stile cosiddetto Xochipala. Nonostante in questi siti non siano stati trovati campi risalenti a quest'epoca, è possibile che il gioco fosse già praticato, su campi in materiale deperibile o provvisori.
Intorno al 300 a.C. le prove della diffusione del gioco sono evidenti nella maggior parte dei ritrovamenti archeologici del Centro America, ad esempio quelli nella valle centrale del Chiapas, con i più antichi campi da gioco dopo quello di Paso de la Amada,. Tavole di ceramica con scene del gioco sono state trovate nel Messico centrale e altri campi nella valle di Oaxaca.

## Il gioco

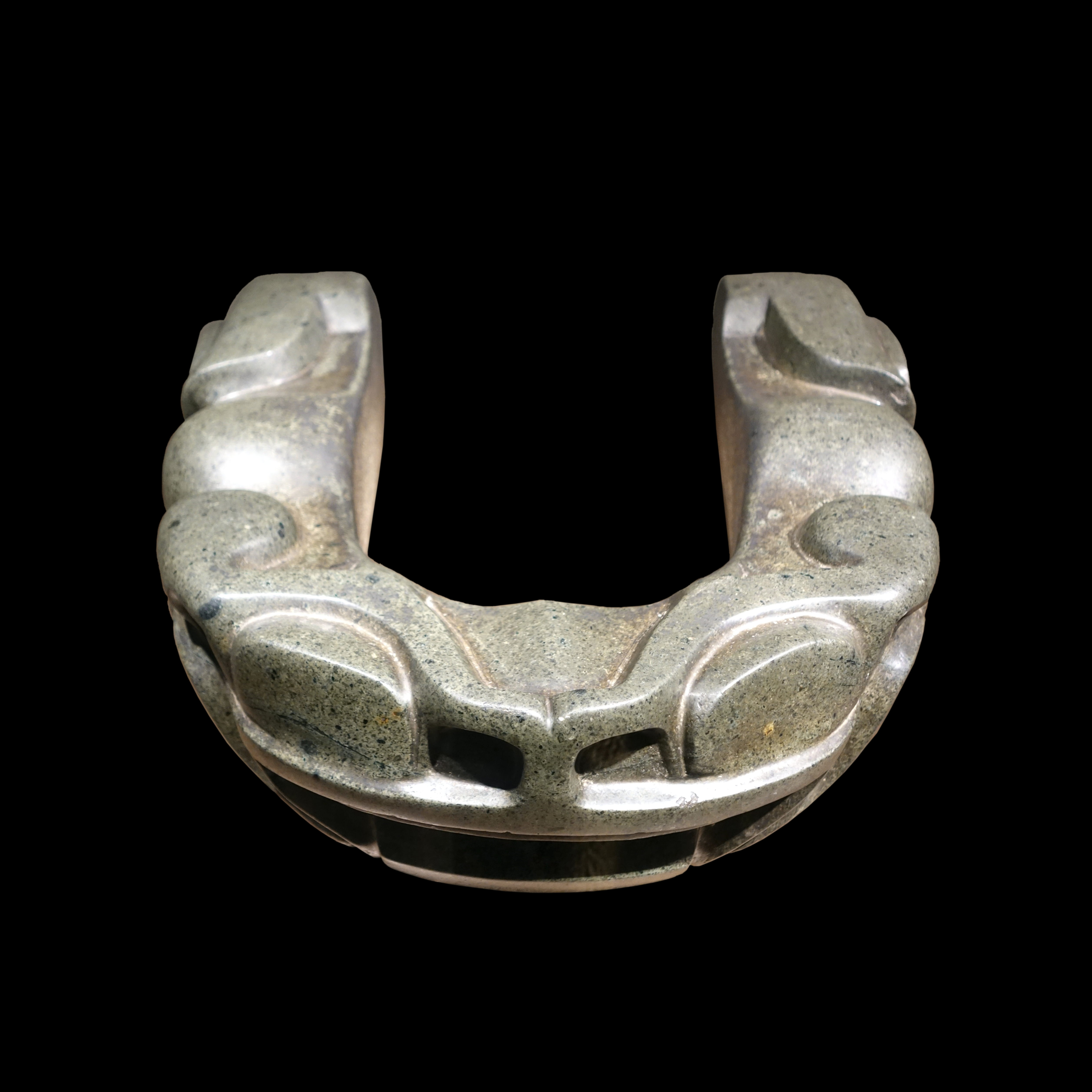
Un "giogo" intagliato in una rappresentazione non realistica di una rana. Con il suo peso di circa 20 chilogrammi viene considerato troppo pesante per essere usato nel gioco reale, ed era probabilmente indossato intorno al bacino solo in occasioni rituali.

Come ci si può aspettare da un gioco praticato per un periodo di tempo così lungo e da culture diverse, i dettagli cambiano a seconda dei tempi e dei luoghi, tanto che è più giusto parlare di una famiglia di giochi. Nelle diverse varianti la palla poteva essere colpita con le anche, con le braccia, con le mani o con bastoni. La dimensione della palla era diversa e caratteristica di ciascuna versione, così come erano diversi i campi da gioco, le attrezzature e le regole. Quello che è generalmente conosciuto come "il" gioco della palla è tuttavia quello in cui la pesante sfera di gomma veniva colpita con le anche. Gli studiosi ritengono che essa sia stata la prima, o forse addirittura l'unica variante giocata nei campi da gioco affiancati da muri.
Le partite venivano giocate tra due individui o tra due squadre. Alcune si giocavano su campi provvisori per semplice divertimento, altre invece erano spettacoli rituali formalizzati, si svolgevano su larghi campi costruiti in pietra e si concludevano a volte con sacrifici umani.
Anche senza il sacrificio umano, il gioco era decisamente brutale, e la solida e pesante palla di gomma provocava spesso seri infortuni. Gli odierni giocatori di ulama sono "perpetuamente pieni di lividi" mentre il cronista spagnolo di 500 anni fa Diego Muñoz Camargo riporta che alcuni lividi erano tanto gravi da dover essere aperti con un coltello. Questo doveva certamente avere un significato nei rituali di sacrifici e salassi che accompagnavano spesso le partite. Fonti spagnole del XVI secolo raccontano che alcuni giocatori rimanevano uccisi da un colpo della palla ricevuto in punti particolarmente vulnerabili.

### Le regole
Le regole del gioco della palla, senza considerare le varie versioni, non sono conosciute nei dettagli. La sua derivazione moderna, l'ulama, assomiglia ad una pallavolo senza rete, con ciascuna squadra confinata in una metà del campo. La palla viene colpita avanti e indietro finché una delle due squadre non fallisce nel tentativo di ribattuta oppure la palla esce dai confini del campo.
Nel periodo postclassico i Maya cominciarono a piazzare degli anelli di pietra disposti in verticale su ciascun lato del campo da gioco, l'obiettivo era quello di far passare la palla attraverso di essi. Molti di questi anelli erano disposti abbastanza in alto, a Chichén Itzá per esempio si elevano 6 metri sopra il livello del campo.
Nel gioco praticato dagli Aztechi nel XVI secolo, del quale abbiamo testimonianze spagnole, perdeva un punto il giocatore che lasciava rimbalzare la palla più di due volte prima di ribatterla verso l'altra squadra, chi lasciava che la palla finisse oltre i limiti del campo e chi falliva nel tentativo di far passare la palla attraverso i cerchi di pietra disposti lungo i lati del campo.

### Abbigliamento ed equipaggiamento
Dipinti, disegni, bassorilievi e statuette sono le fonti primarie per la nostra conoscenza dell'abbigliamento dei giocatori precolombiani. Queste fonti mostrano un'immensa varietà, quasi ogni capo di vestiario può essere ritrovato nelle raffigurazioni dei giocatori, inclusi mantelli (trovati su diverse incisioni a Dainzú, nella valle di Oaxaca), e maschere (come nel caso di Yax Pac da Copán, sottolineando la funzione rituale del gioco).
L'abbigliamento di base consisteva in un panno che copriva la parte inferiore del corpo, che era, a volte, rinforzato con protezioni per le anche in pelle. Questi indumenti possono essere riscontrati nelle prime statuette raffiguranti i giocatori, trovate a Tlatilco, Tlapacoya, e nella cultura olmeca, si vedono nei disegni di Weiditz del 1528, e, con rinforzi sulle anche, sono tuttora l'abbigliamento dei moderni giocatori di ulama a distanza di 3000 anni.
In molte culture una protezione ulteriore veniva fornita da una sorta di cintura rigida, probabilmente in legno o in paglia ricoperta con tessuto o pelle. Data la deperibilità dei materiali non ci è pervenuta nessuna di queste cinture, tuttavia ne sono stati ritrovati esemplari in pietra. I primi archeologi che vi si sono imbattuti li avevano chiamati gioghi a causa della loro somiglianza con quelli usati con gli animali, e si ritiene che fossero troppo pesanti per essere usati realmente durante le gare, e che quindi fossero riservati ai contesti rituali. Oltre a fornire protezione supplementare queste cinture permettevano di colpire la palla con più forza, imprimendo quindi maggior propulsione.
Anche le ginocchiere si possono vedere su giocatori di varie epoche e aree geografiche, e sono ancora oggi usate dai giocatori di ulama. Una specie di giarrettiera, indossata appena sotto il ginocchio o attorno alla caviglia, è abbastanza comune nella raffigurazioni, anche se non è conosciuta la sua reale funzione. Si vedono spesso caschi (con funzioni di protezione) e acconciature elaborate (probabilmente usate solo in occasioni rituali); queste ultime sono particolarmente comuni sui vasi maya e nelle statuette di Jaina Island. In molte rappresentazioni del periodo classico il giocatore indossa una ginocchiera alla sola gamba destra, e una protezione avvolta attorno al braccio destro.

### Le palle di gomma

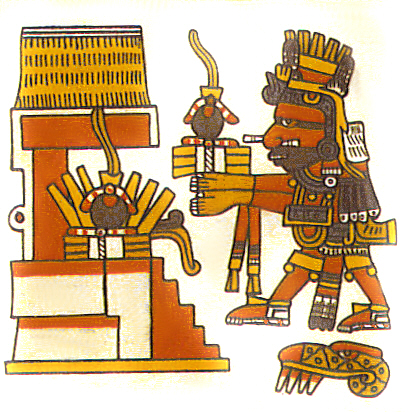
In questo particolare del Codice Borgia, risalente al tardo XV secolo, il dio azteco Xiuhtecuhtli porta delle palle di gomma in offerta ad un tempio. Ciascuna palla è unita a una piuma di quetzal, parte dell'offerta.

Non sono noti con certezza le dimensioni e il peso delle palle effettivamente usate nel gioco. Le dozzine di sfere che sono state ritrovate provengono da offerte votive depositate in una palude o una sorgente sacra, e non abbiamo prove che siano quelle realmente utilizzate. Molte di queste sono anzi state realizzate specificatamente come oggetti votivi.
Tuttavia, basandosi sulle rappresentazioni dell'epoca e sui vari reperti archeologici, nonché sulle palle utilizzate nelle versioni moderne, gli studiosi ritengono che la palla usata nel gioco in cui veniva colpita con le anche aveva un diametro di circa 20 centimetri (all'incirca la dimensione di un pallone da pallavolo), e un peso oscillante tra i 3 e i 4 chilogrammi (15 volte il peso di un pallone da pallavolo). Le palle usate nelle varianti in cui si colpiva con il braccio o con il bastone erano probabilmente solo leggermente più grandi e più pesanti di una moderna palla da baseball.

### Il campo da gioco

Sezioni di alcuni tipici campi da gioco.

Il gioco della palla veniva praticato in un'ampia struttura in muratura. Sono stati identificati oltre 1300 campi da gioco, il 60% dei quali solamente negli ultimi 20 anni, costruiti in forme che cambiarono notevolmente lungo un periodo di 2700 anni. Nonostante ci sia una grande diversità quanto a dimensioni, in generale i campi da gioco hanno una forma simile: un lungo e stretto corridoio centrale, nel quale si svolgeva il gioco, affiancato da muri con superfici inclinate o orizzontali (più raramente verticali). I muri erano spesso coperti di stucco e dipinti vivacemente. Mentre i campi più antichi erano aperti alle estremità, in tempi più recenti vennero realizzati con zone terminali ai due capi che danno una forma a  nella vista dall'alto.
Si stima che le dimensioni medie di un campo da gioco siano state di 36 metri e mezzo in lunghezza e 9 metri in larghezza, anche qui con variazioni rilevanti nei vari luoghi ed epoche. Il Grande Campo da gioco a Chichén Itzá è di gran lunga il più grande, con i suoi 166 metri di lunghezza e 68 di larghezza.
I campi da gioco furono costruiti e usati in tutto il centroamerica per molte generazioni. Essi sono stati trovati in quasi tutti i principali siti archeologici, tuttavia non risultano equamente distribuiti nelle varie epoche e zone geografiche. Ad esempio il sito tardo classico di El Tajín (la città più importante della cultura classica di Veracruz, ossessionata dal gioco della palla) possiede almeno 18 campi, mentre la sua vicina e contemporanea Cantona stabilisce il record con 24. Al contrario la regione nord del Chiapas e le pianure settentrionali dei Maya ne hanno relativamente pochi. Soprattutto i campi sono sorprendentemente assenti in alcuni dei più importanti siti, compresi Teotihuacan, Bonampak, e Tortuguero, nonostante vi si sia ritrovata un'ampia iconografia in merito al gioco.
Tra le città con campi da gioco ritrovati in condizioni particolarmente buone troviamo Tikal, Yaxhá, Copán, Iximche, Monte Albán, Uxmal, Mixco Viejo e Zaculeu.
Gli stadi erano spazi pubblici e venivano usati anche per altri eventi culturali e rituali, oltre che per il gioco della palla. Le fonti pittoriche mostrano spesso musicisti che si esibiscono nei campi da gioco, e nei depositi votivi sepolti al grande campo di Tenochtitlán si sono trovate miniature di fischietti, ocarine e tamburi. Una ceramica precolombiana proveniente dal Messico occidentale mostra quello che si potrebbe definire un incontro di lotta che si svolge nello stadio.

## Il gioco della palla nelle culture mesoamericane

### Il gioco della palla come sostituto della guerra
Il gioco della palla era un rituale profondamente radicato nelle culture mesoamericane, e aveva significati ulteriori rispetto a quelli di un semplice evento sportivo. Frate Juan de Torquemada, un missionario e storico spagnolo del XVI secolo racconta che l'imperatore azteco Axayacatl giocò con Xihuitlemoc, sovrano di Xochimilco, scommettendo la sua rendita annuale contro alcuni chinampas. Ixtlilxochitl, contemporaneo di Torquemada, riporta che il re tolteco Topiltzin giocò contro 3 rivali, il vincitore sarebbe diventato il nuovo dominatore.
Questi e altri esempi sono citati da molti ricercatori per dimostrare come il gioco della palla fosse un metodo per risolvere i conflitti senza arrivare alla vera e propria guerra, per appianare le dispute attraverso una gara anziché attraverso una battaglia. Con il tempo il ruolo del gioco si sarebbe espanso per includere non solo le mediazioni con l'esterno, ma anche la risoluzione dei conflitti all'interno della società stessa.
Questa teoria della "manutenzione dei confini" o "risoluzione dei conflitti" darebbe conto anche della distribuzione irregolare dei campi da gioco. Sembra ci sia una relazione inversa tra il grado di centralizzazione politica e il numero di campi in un determinato sito. Ad esempio l'impero azteco con uno Stato fortemente centralizzato e pochi rivali esterni possiede relativamente pochi campi, viceversa nella città medio classica di Cantona, con i suoi 24 campi da gioco, risiedevano popolazioni di diversa cultura sotto un'organizzazione statale relativamente debole.
Altri studiosi sostengono questi argomenti annotando come immagini relative alla guerra siano molto spesso state trovate nei campi da gioco:
- Il pannello sud-est del campo sud a El Tajin mostra come i protagonisti delle gare venissero vestiti con abbigliamento da guerrieri.[30]
- I prigionieri di guerra costituivano una parte importante nell'iconografia del gioco. Ad esempio il campo di Tonina era decorato con sculture di prigionieri legati, diverse statuette mostrano prigionieri che tengono una palla, e motivi del prigioniero-con-la-palla si vedono sulla scala dei geroglifici dell'edificio 33 a Yaxchilán e sull'altare 8 a Tikal.

Il moderno discendente del gioco, l'ulama, "fino a tempi abbastanza recenti era associato alla guerra, e alcune reminiscenze restano ancora."

### Sacrifici umani

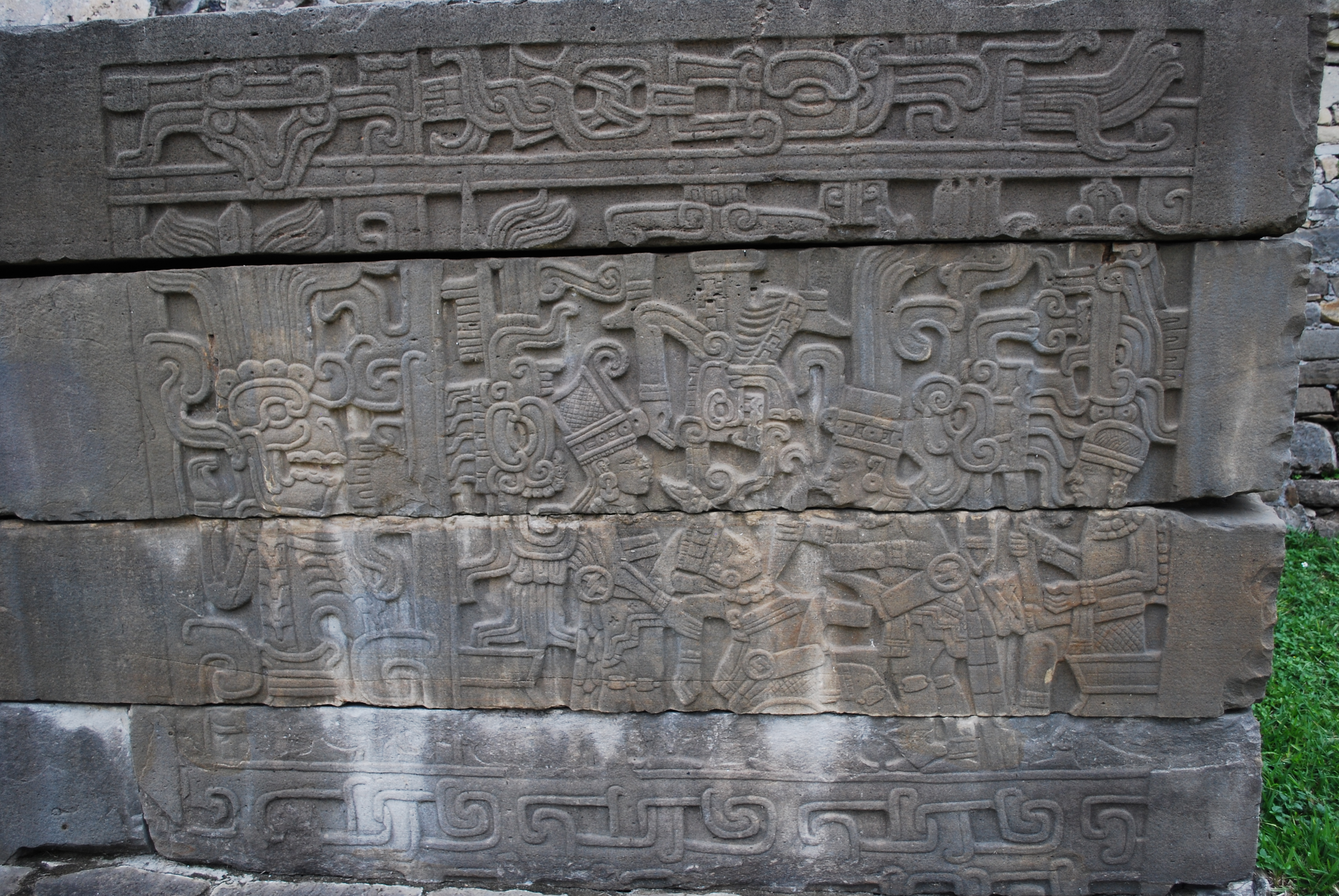
Un bassorilievo dal campo sud a El Tajin, mostrante il sacrificio di un giocatore.

La relazione tra i sacrifici umani e il gioco della palla appare piuttosto tardi nei ritrovamenti archeologici, non prima del periodo classico. Tale relazione era particolarmente stretta nelle culture Veracruz classica e in quella Maya, in cui troviamo le più esplicite rappresentazioni di sacrifici umani: ad esempio nei pannelli in rilievo dei campi da gioco a El Tajin (850-1100) e a Chichén Itzá (900-1200), o nel ben conosciuto giocatore decapitato dal sito Classico Veracruz di Aparicio (700-900). Anche il Popol Vuh, il racconto religioso e quasi-storico del periodo postclassico Maya, collega il gioco della palla ai sacrifici umani.
I prigionieri di guerra vengono spesso mostrati nell'arte Maya e si ritiene che questi prigionieri venissero sacrificati in seguito alla sconfitta in una partita rituale e probabilmente pilotata. Invece dei seminudi e spesso maltrattati prigionieri tuttavia, negli stadi di El Tajin e di Chichén Itzá troviamo anche le raffigurazioni di sacrifici dei praticanti del gioco, forse il capitano della squadra vincitrice, dal momento che dall'essere sacrificati aveva inizio il percorso per diventare una divinità. La decapitazione in special modo è associata al gioco, teste decapitate appaiono spesso nell'arte del periodo tardo classico, e sono raffigurate di frequente nel Popol Vuh. Qualche studioso ha ipotizzato che teste mozzate o teschi venissero usati al posto della palla, forse per rivivere la leggenda del Popol Vuh, in cui il dio del sole viene decapitato dai malvagi nonni materni (gli dei della morte) e la testa usata come palla. Tuttavia alla fine del racconto egli riprenderà la testa e resusciterà.

### Simbolismo del gioco
A El Tajin il sacrificio del giocatore assicurava la perpetuazione del pulque, una bevanda alcolica ricavata dall'agave. La fertilità attraverso il sacrificio è il tema del gioco della palla fino dai tempi più remoti: le statuette di giocatori del periodo preclassico ad esempio, spesso con sembianze femminili, erano rappresentate con i simboli del mais.
Associato alla fertilità è il tema del movimento solare. Si ritiene che la palla rimbalzante rappresentasse il sole, e che il sacrificio del giocatore rappresentasse la morte del sole, preludio per una sua rinascita. Nella sua intrinseca dualità il gioco appare come una lotta tra la notte e il giorno, o anche la battaglia tra la vita e il mondo sotterraneo. Gli anelli di pietra nei quali doveva passare la palla avevano probabilmente il significato del sole all'alba o al tramonto, oppure all'equinozio. I campi erano considerati porte per il mondo sotterraneo, e venivano eretti in punti chiave del distretto cerimoniale.
Praticare il gioco della palla impegnava ciascuno nel mantenimento dell'ordine cosmico e nella rigenerazione rituale della vita. Era un gioco di fortuna, abilità e inganni che rifletteva la vita. Lo sforzo di squadra impegnava l'individuo a condividere conoscenze e cultura, rinforzando e reinventando il gioco della vita e il ruolo delle persone nell'ordine cosmico.

## Il gioco della palla in varie culture

### Maya

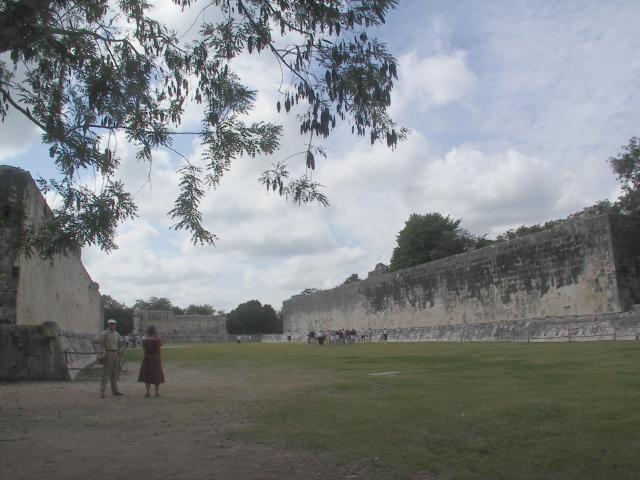
Il Grande Campo a Chichén Itzá

Nel linguaggio Maya il gioco era chiamato pitz, e l'atto del giocare era ti pitziil. I giocatori venivano definiti pitziil.
Il Popol Vuh ribadisce l'importanza del gioco come qualcosa di più che un semplice sport. In esso troviamo analogie importanti che aiutano a interpretare il gioco da una prospettiva mitologica. La storia ha inizio con il padre e lo zio degli Eroi Gemelli, rispettivamente Hun Hunahpu e Vucub Hunahpu che giocano a palla vicino al mondo sotterraneo, Xibalba. I signori del mondo sotterraneo vengono disturbati dal rumore del gioco, così i principali signori di Xibalba, Una Morte e Sette Morti inviano dei gufi per attrarre i gemelli al campo da gioco di Xibalba, situato all'estremità ovest del mondo sotterraneo. È un viaggio pericoloso, tuttavia i gemelli cadono addormentati. Vengono quindi sacrificati dai signori di Xibalba e seppelliti nel campo da gioco. Hun Hunahpu viene decapitato e la sua testa appesa ad un albero, che frutterà la prima zucca calabash. La testa di Hun Hunahpu sputa nelle mani di una dea che passava di lì, e la dea concepisce e genera gli eroi gemelli, Hunahpu e Xbalanque.
Gli eroi gemelli alla fine trovano l'equipaggiamento da gioco nella casa paterna, e iniziano a giocare loro stessi, disturbando nuovamente i signori dell'oltremondo, che inducono anche i gemelli a praticare il gioco attraverso prove e pericoli. In uno di questi episodi, Hunahpu viene decapitato da un bastone. Il fratello allora usa una zucca per sostituire la testa di Hunahpu finché non riesce a ritrovare quella vera, che ora è usata dai signori di Xibalba come palla, e può restituirla al suo proprietario.
Finalmente i gemelli giocano contro gli dei di Xibalba, e riescono a batterli, tuttavia falliscono nel tentativo di riportare in vita il loro genitore e lo lasciano sepolto nel campo da gioco di Xibalba. I campi restano quindi legati ritualmente alla morte in perpetuo. Il campo diventa un luogo di transizione, una zona di confine tra la vita e la morte. I costruttori dei campi dipingevano scene mitiche del gioco lungo la linea centrale, spesso contornate da un quadrifoglio, che indicava l'apertura di un portale verso l'altro mondo.

### Teotihuacan
Non sono stati ancora identificati campi da gioco a Teotihuacan, rendendolo il più vasto sito del periodo classico privo di uno stadio. In effetti sembra che il gioco fosse stato pressoché abbandonato non solo a Teotihuacan, ma anche nell'area sotto la sua influenza, ad esempio Matacapan e Tikal.
Nonostante la mancanza di campi, il gioco della palla non era sconosciuto. Gli affreschi del complesso di Tepantitla mostrano numerose piccole scene che sembrano ritrarre svariati tipi di gioco, compresi:
- Una gara tra due giocatori in uno stadio aperto alle estremità.[41] (Vedi sopra, immagine centrale.)
- Squadre che giocano usando dei bastoni su un campo aperto e con le zone terminali marcate da monumenti in pietra.[41]
- Esibizioni separate di singoli giocatori. (Vedi sopra, immagini laterali.)

È stato ipotizzato che, per ragioni ancora sconosciute, il gioco con bastoni abbia soppiantato la versione in cui la palla si colpiva con anche a Teotihuacan e nelle città sotto la sua influenza, e che solo con la caduta di Teotihuacan la versione classica abbia ripreso il sopravvento.

### Aztechi
La versione azteca del gioco era chiamata ullamaliztli (la parola Nahuatl era ōllamaliztli [oːllamaˈlistɬi]) e derivava da ōlli "gomma" e dal verbo ōllama o "giocare con la palla". La palla veniva chiamata ōllamaloni e il campo da gioco era tlachtli [ˈtɬatʃtɬi]. Nella capitale azteca di Tenochtitlán il maggiore campo da gioco era chiamato Teotlachco ("Campo da gioco Sacro") – qui si svolgevano molti importanti riti nelle celebrazioni del mese Panquetzaliztli, compreso il sacrificio di quattro prigionieri di guerra in onore del dio Huitzilopochtli e del suo araldo Paynal.
Anche per gli Aztechi la pratica del gioco aveva significati religiosi, tuttavia mentre per i Maya essa simboleggiava la lotta tra i signori dell'oltretomba e i loro avversari terrestri, gli Aztechi vedevano nel gioco la lotta tra le forze della notte, capeggiate dalla luna e dalle stelle (rappresentate dalla dea Coyolxauhqui e dai suoi fratelli, i 400 Centzonuitznaua), e il sole, personificato da Huitzilopochtli. Non dimenticando questi aspetti mitologici e religiosi, il gioco della palla era per gli aztechi anche uno sport e un passatempo praticato per puro divertimento, nonostante la sua pratica fosse generalmente prerogativa dei nobili.
Ai giovani aztechi di famiglia nobile il gioco veniva insegnato nella scuola a loro riservata, la calmecac, e quelli che si dimostravano più dotati potevano diventare famosi e far diventare il gioco la loro professione. Le gare venivano disputate in vari cortili e mercati della città ed erano spesso accompagnate da un grande giro di scommesse. Secondo Diego Durán "ogni volta in cui i nobili aztechi giocavano, essi scommettevano gioielli, schiavi, pietre preziose, mantelli e vesti da guerra e abiti femminili". Anche gli spettatori scommettevano, arrivando a mettere in palio perfino mogli e figli. Toribio de Benavente Motolinia, un altro cronista spagnolo, riporta le forti scommesse che accompagnavano le gare.
Fino a quando l'albero della gomma Castilla elastica non fu trovato nelle terre alte del loro impero, gli aztechi ricevevano le palle di gomma e questo materiale in generale come tributo dalle popolazioni che abitavano le terre basse in cui invece l'albero cresceva. Il Codice Mendocino riporta un numero di 16000 pani di gomma grezza importati a Tenochtitlán dalle province del sud ogni sei mesi, non tutti ovviamente venivano utilizzati per fabbricare palle.
Nel 1528, appena dopo la conquista spagnola, Cortés inviò un gruppo di ōllamanime, praticanti del gioco, in Spagna per una dimostrazione di fronte a Carlo V, e là furono ritratti in azione da parte di Christoph Weiditz. Al di là della fascinazione causata dai loro esotici visitatori, gli europei furono stupefatti dalle rimbalzanti palle di gomma.

### Caraibi
Il Batey, un gioco con la palla praticato in diverse isole dei Caraibi, comprese Cuba e Porto Rico, è stato indicato come un discendente del gioco mesoamericano originale, forse attraverso la mediazione dei Maya.

### Esplicative
1. ↑  Conosciuto come juego de pelota in spagnolo, come pitz in lingua Maya e come ullamaliztli in Nahuatl
2. ↑  La tesi che identifica campi per questo sport tra gli Hohokam non è accettata da tutti i ricercatori, e anche quelli che la propongono ammettono che i campi da gioco degli Hohokam sono significativamente diversi da quelli mesoamericani: hanno infatti una forma oblunga e la superficie è concava anziché piatta. Vedere l'articolo di Wilcox.
3. ↑  L'indizio principale sulla presenza di giocatrici donne è costituito da un buon numero di statuette risalenti al periodo preclassico. Esse rappresentano figure apparentemente femminili che indossano un perizoma da giocatore e forse altri equipaggiamenti. In The Sport of Life and Death, il curatore Michael Whittington dice: "Sembrerebbe [di conseguenza] ragionevole che anche le donne partecipassero al gioco -- forse in squadre interamente femminili -- o partecipassero a qualche cerimonia ancora non conosciuta allestita sul campo da gioco."[1] Nello stesso volume, Gillett Griffin dichiara che nonostante queste statuette siano state "interpretate da qualcuno come femminili, nel contesto delle antiche società mesoamericane la questione della presenza di donne giocatrici, e il loro ruolo nel gioco, è ancora oggetto di dibattito."[2]
4. ↑  Questi abitanti della costa del Golfo del Messico, gli Olmeca-Xicalanca, non vanno confusi con gli Olmechi, nome dato dagli archeologi del XX secolo alla civiltà che dominava quella regione 3000 anni prima.
5. ↑  nonostante l'identificazione del campo da gioco a San Lorenzo non sia universalmente accettata.[9]
6. ↑  Finca Acapulco, San Mateo, e El Vergel, lungo il fiume Grijalva, hanno campi datati tra il 900 e il 500 a.C.[12]
7. ↑  Da notare che nel sud-ovest degli Stati Uniti sono stati identificati poco più di 200 campi da gioco che NON sono stati inclusi in questo totale, dato che sono al di fuori del centroamerica e che comunque sussistono ancora discussioni sul fatto che questi campi venissero usati per il gioco oppure no.
8. ↑  Ad esempio Taladoire e Colsenet ("Suggeriamo che il gioco della palla fosse usato come simbolo e sostituto della guerra.", p. 174), Fox, o Gillespie, ([il gioco era] "un meccanismo di manutenzione dei confini tra stati", p. 340).
9. ↑  Bradley, che rileva come un punto circolare in rilievo, oppure un simbolo a forma di U con un punto nel mezzo, oppure ancora aree in rilievo a forma di U o di V, sono tutte rappresentazioni del mais.
10. ↑  Tra gli altri, Gillespie. Altri studiosi ipotizzano che la palla rappresenti la luna, piuttosto che il sole.
11. ↑  La parola Nahuatl ōllamaliztli veniva spesso scritta ullamaliztl. L'ortografia con la "u" è una trascrizione imprecisa dell'originale Nahuatl causata dal fatto che la pronuncia della vocale /ō/ in Nahuatl suona molto simile alla spagnola /u/.
12. ↑  Significativamente, il nome dell'attuale città di Taxco, Guerrero, deriva dalla parola nahuatl tlachcho che significa "nel campo da gioco".

### Bibliografiche

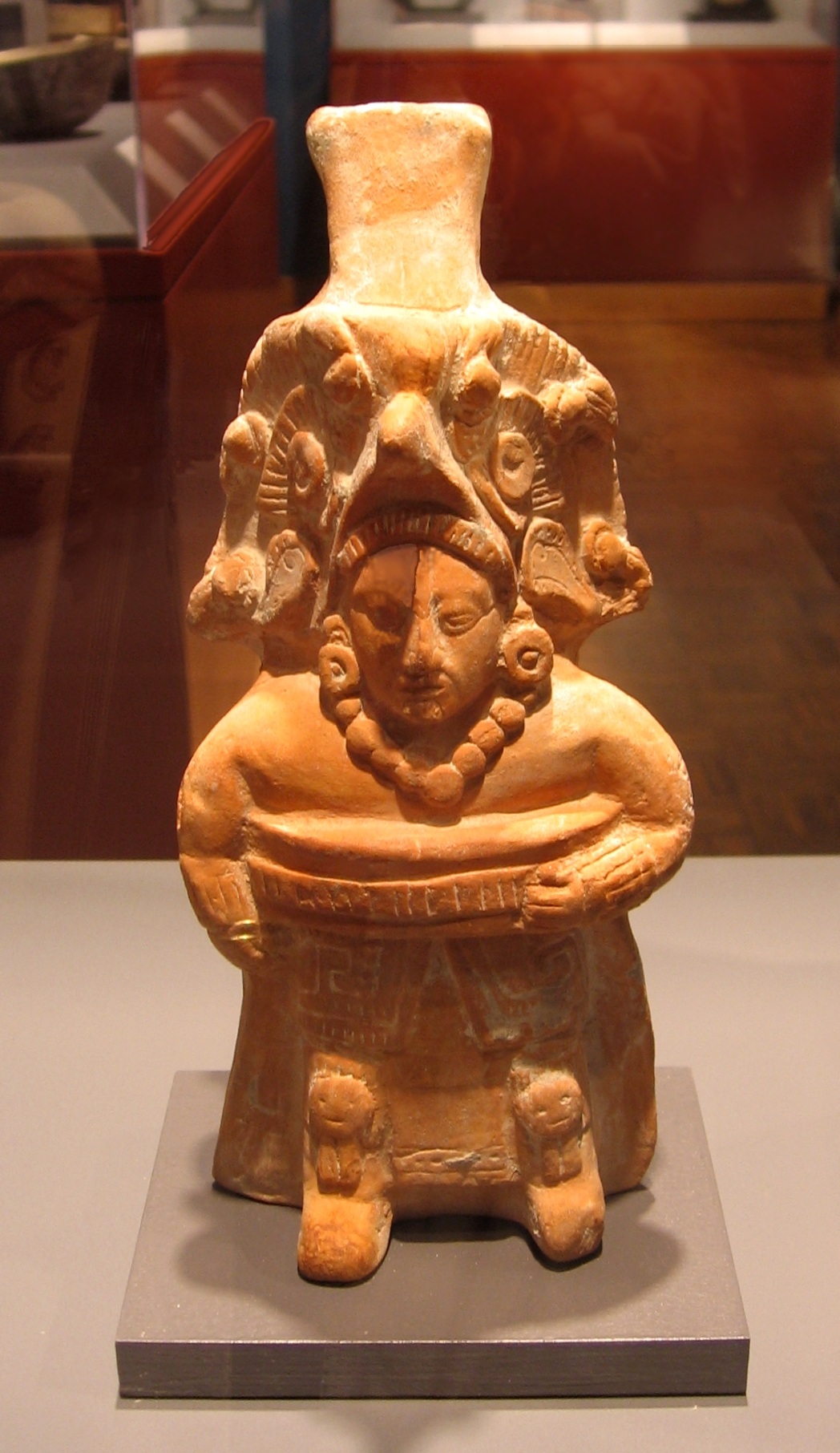
Il giogo e le ginocchiere ci dicono che la figura rappresentata in questa ceramica Maya è un giocatore di palla. Come molte altre statuette dello stile Jaina Island funziona anche come fischietto. Datata circa 600-900.

1. ↑  Whittington, p. 186.
2. ↑  Whittington, p. 158.
3. ↑  David Graeber, David Wengrow, L'alba di tutto. Una nuova storia dell'umanità, pag. 406 Sulla politica come sport: il caso olmeco, trad.Roberta Zupper, Rizzoli, 2022, ISBN 978 8817 15882 4
4. ↑  Taladoire, pp. 107-108.
5. ↑  Hill, Blake e Clark e Schuster.
6. ↑  Miller e Taube, p. 42.
7. ↑  Ortíz e Rodríguez, pp. 228–232, 242–243.
8. ↑  Ortíz e Rodríguez, p. 249; anche Ortíz, Rodríguez e Delgado in cui si indaga su questa possibile relazione.
9. ↑  Diehl, p. 32.
10. ↑  Bradley & Joralemon.
11. ↑  Ekholm, p. 242.
12. ↑  Agrinier, p. 175.
13. ↑  Orr, p. 749.
14. ↑  Cohodas.
15. ↑   Foto 3ab (JPG), su California State University - Los Angeles, Dipartimento di Antropologia (archiviato dall'url originale il 1º febbraio 2011).
«Ulama is not for the timid.  The impact of the ball leaves players perpetually bruised and all caution is abandoned in digging out a low ball.»
16. ↑  Noble, p. 65.
17. ↑  Day, p. 66, che fa ulteriore riferimento a Diego Durán e Bernardino de Sahagún.
18. ↑  Scott, p. 54.
19. ↑  Filloy Nadal, pag. 30 e anche Leyenaar, pp. 125-126.
20. ↑  Taladoire, p. 98.
21. ↑  Taladoire e Colsenet.
22. ↑  Kurjack, Maldonado C., Robertson.
23. ↑  Taladoire, p. 99.
24. ↑  Day, p. 69.
25. ↑  Taladoire, p. 97.
26. ↑  Santley, et al., pp. 14-15.
27. ↑  Kowalewski, et al., p. 43
28. ↑  Santley, et al., p. 14.
29. ↑  Day, p. 76 e Taladoire, p. 114.
30. ↑  Wilkerson, p. 59.
31. ↑   Mario Dávila, Foto Hi (JPG), su California State University - Los Angeles, Dipartimento di Antropologia (archiviato dall'url originale il 30 gennaio 2011).
«A player from Escuinapa returning the stare.  Up until quite recently, the ballgame was connected with warfare and many reminders of that association remain.»
32. ↑  Ad esempio Kubler, p. 147 o Miller.
33. ↑  Maria Uriarte, p. 46.
34. ↑  Tra le altre fonti, Schele e Miller ("Non sarebbe sorprendente se le partite fossero state truccate"), p. 249.
35. ↑  Cohodas, p. 255, o Gillespie, p. 321.
36. ↑  Schele e Miller, dichiarano che "occasionalmente le teste decapitate [delle vittime sacrificali] venivano messe in gioco", p. 243.
37. ↑  Cohodas, p. 255.
38. ↑  Taladoire e Colsenet, p. 173.
39. ↑  Zender.
40. ↑  Taladoire, p. 109, dice che a Matacapan e Tikal furono in verità costruiti campi, ma solo dopo la caduta di Teotihuacan.
41. 1 2  Taladoire, p. 112.
42. ↑  Taladoire, p. 113.
43. ↑  De La Garza & Izquierdo, p. 315.
44. ↑  Wilkerson, p. 45 e altri, nonostante non ci sia un accordo generalizzato su questo punto: Santley, et al. "Il gioco veniva praticato da quasi tutti gli adolescenti e maschi adulti, sia nobili che popolani" (p. 9)
45. ↑  Motolinia, p. 320.
46. ↑  De La Garza & Izquierdo, p. 325.
47. ↑  Alegria.